# Fällersta
Fällersta är en bebyggelseöster om Norra Bro i Gällersta socken i Örebro kommun. Från 2015 avgränsar SCB här i bebyggelsens norra del en småort.